# Disney Jeans
Disney Jeans est une marque commerciale de la division Disney Consumer Products de la Walt Disney Company. C'est une gamme de vêtements basés sur les jeans et la mode gravitant autour. Elle est principalement constituée de deux gammes l'une destinée aux enfants de 0 à 8 ans et l'autre de 8 à 14 ans. Elle possède la particularité de ne proposer explicitement aucun personnage Disney.

## Historique
Elle a été lancée en octobre 2004 en Asie avec tout d'abord Taïwan, la Thaïlande et la Chine.
Le 1er juin 2006 la marque est lancée en Inde en partenariat avec la société indienne Indus Clothing Ltd. Disney prévoyait ensuite de se lancer sur les marchés européens. Les pays annoncés à cette date étaient : la France, l'Espagne, l'Italie et la Belgique. C'est chose faite dès le 28 juin 2006 lorsque Disney a commencé à commercialiser la gamme dans 400 magasins de la marque Carrefour.

## La gamme
Les vêtements sont principalement en jeans : des pantalons, blousons et jupes. À côté des vêtements d'accompagnements sont proposés dont des sweetshirts, des polos et des T-shirts.
Au début la gamme ne devait officiellement pas comporter d'éléments associés aux licences de personnages Disney mais depuis 2007, de nombreux personnages sont apparus sur les produits en vente en Europe.

### Les Disney Jeans Store
Disney Jeans devrait aussi ouvrir ses propres boutiques Disney Jeans Store, la première a ouvert le 26 septembre 2006 à Mumbai et d'autres devraient ouvrir à partir de 2007 (d'abord 20 en Inde puis 50 en 2008) et s'attaquer au marché nord-américain, mais sous la marque Disney Denim.